# Секстія
Секстія (*Sextia, прибл. 20 до н. е. —34) — римська матрона часів ранньої Римської імперії.

## Життєпис
Походила з роду нобілів Секстіїв. Про її батьків немає відомостей. Була одружена з Фавстом Корнелієм Суллою Феліксом, арвальським братом 21 року. Мала від нього двох синів.
Вдруге вийшла заміж за Мамерка Емілія Скавра, консула-суфекта 21 року, який доводився її першому чоловіку єдиноутробним братом. У 34 році Скавр викликав гнів імператора Тиберія і був притягнутий до суду. Передбачаючи неминучий осуд, Секстія переконала чоловіка вчинити самогубство, не чекаючи вироку, і сама наклала на себе руки одночасно з чоловіком.

## Родина
1. Чоловік — Фавст Корнелій Сулла Фелікс.
Діти:
- Фавст Корнелій Сулла Лукулл, консул-суфект 31 року
- Луцій Корнелій Сулла Фелікс, консул 33 року

2. Чоловік — Мамерк Емілій Скавр.
Дітей не було